# Oosterend (Texel)
Pour les articles homonymes, voir Oosterend.
Oosterend est un village de la commune néerlandaise de Texel, dans la province de la Hollande-Septentrionale. En 2009, le village comptait 1 200 habitants.

## Notes et références

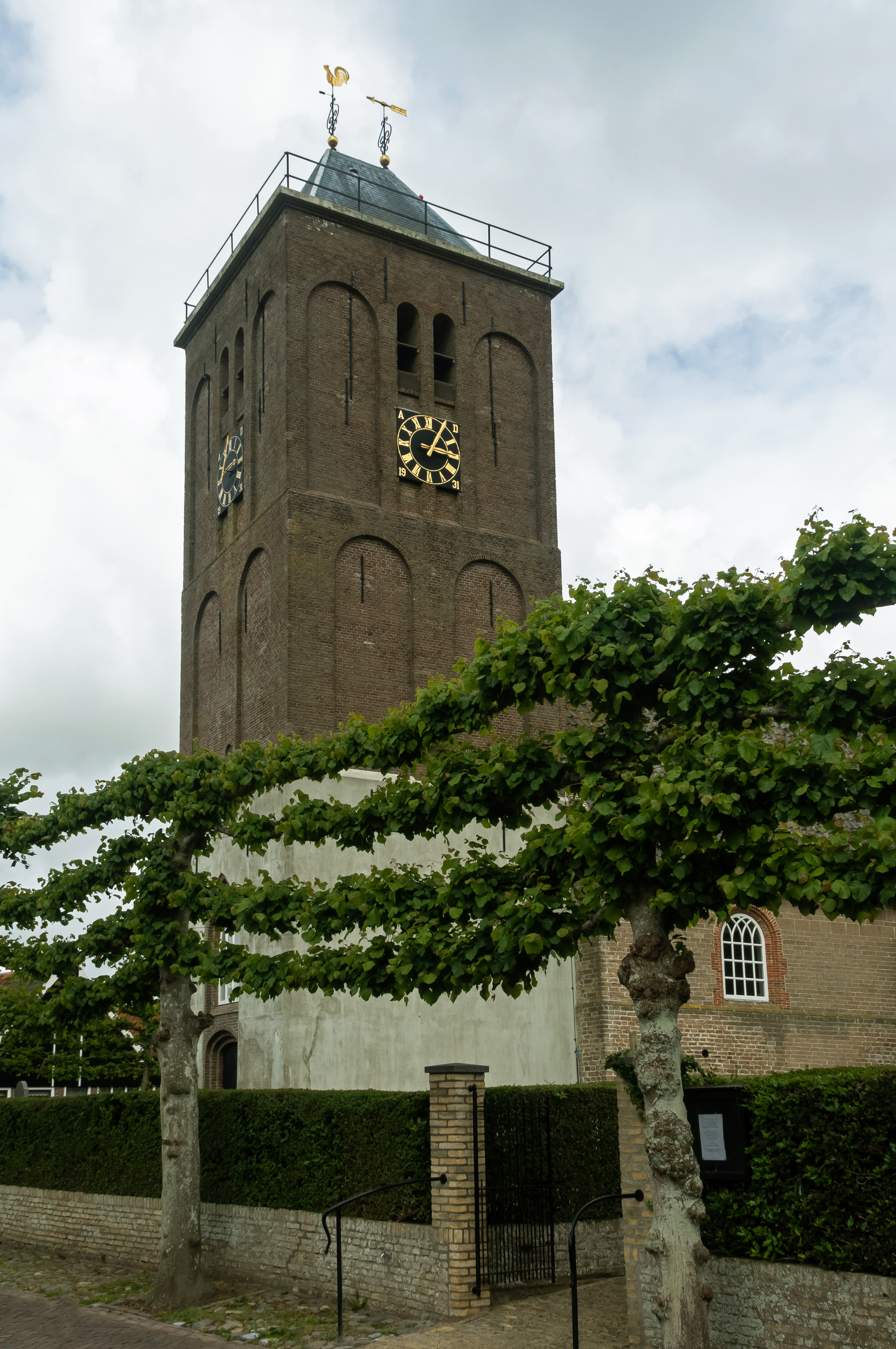
L'église protestante

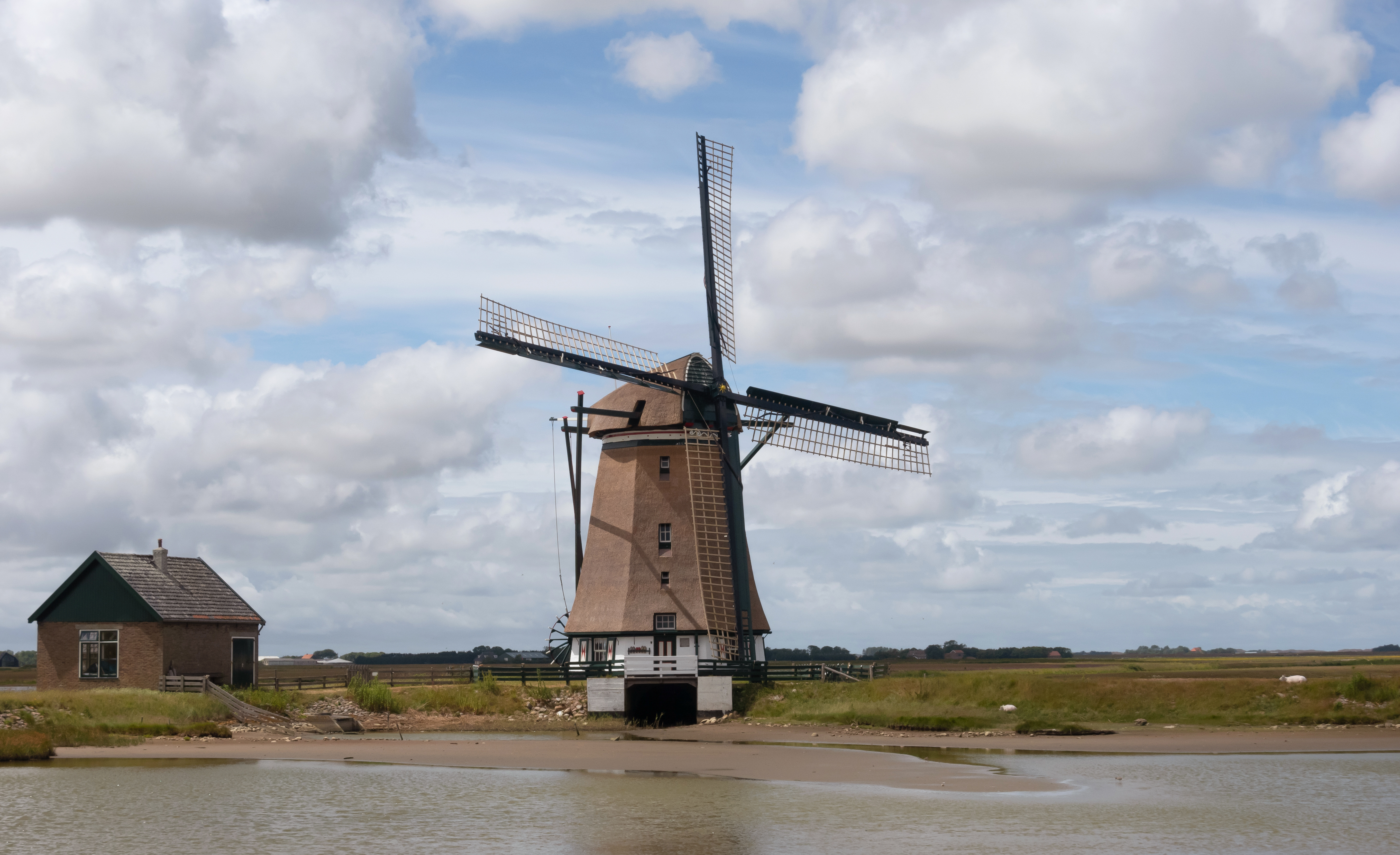
Le moulin: poldermolen het Noorden